# Zhou Guohua
Zhou Guohua (geboren am 10. Oktober 1990 in Ulanqab, Innere Mongolei, Volksrepublik China) ist eine chinesische Para-Leichtathletin. Die sehbehinderte Athletin war Teilnehmerin der Sommer-Paralympics 2012 in London und der Sommer-Paralympics 2016 in Rio de Janeiro, wo sie jeweils als Läuferin in der Klasse T12 antrat und mehrere Medaillen gewann. Daneben bestreitet sie erfolgreich weitere nationale und internationale Parasport-Wettbewerbe.

## Karriere
Zhou Guohua wurde 1990 in der Stadt Ulanqab in der Inneren Mongolei mit einer starken Sehbehinderung geboren. Im Jahr 2009 verließ sie ihre Heimatstadt und zog nach Dongguan in der südchinesischen Provinz Guangzhou, wo sie eine Stelle als Masseurin bekam. Sie wurde 2009 als Läuferin entdeckt und begann auf Anraten von Luo Jinhui vom örtlichen Behindertenverband damit, auf professioneller Ebene Leichtathletik zu betreiben. Sie gewann 2009 ihre ersten Medaillen auf den nationalen Paragames und startete ihre internationale Karriere bei den Sommer-Paralympics 2012 in London, wo sie gemeinsam mit ihrem Begleiter Li Jie eine Goldmedaille über 100 Meter T12 und eine Silbermedaille über 200 Meter T12 gewann. Zugleich lief sie mit einer Zeit von 12,05 Sekunden über 100 Meter eine neue Weltrekordzeit, die der Zeit von nichtbehinderten Top-10-Athletinnen entsprach.
Bei den Leichtathletik-Weltmeisterschaften der Behinderten 2013 in Lyon und 2015 in Doha gewann sie jeweils die Goldmedaille im 100-Meter-Lauf T12 und bei den Para-Asienspielen 2014 in Incheon, Südkorea, gewann sie Gold auf der Strecke von 100 Metern sowie im 4-mal-100-Meter-Staffellauf sowie Silber auf der Strecke von 400 Metern.
2016 nahm Zhou an den Sommer-Paralympics in Rio de Janeiro und damit zum zweiten Mal an Paralympischen Spielen teil. Als Mitglied des Staffelteams aus China gewann sie erneut die Goldmedaille mit der 4-mal-100-Meter-Staffel T11–T13 sowie die Bronzemedaille auf der 200-Meter-Strecke T12. Bei den Leichtathletik-Weltmeisterschaften 2017 in London gewann sie die Goldmedaille im 200-Meter-Lauf T11 vor der Chinesin Liu Cuiqing und der Angolanerin Esperança Gicaso sowie den 100-Meter-Lauf vor Gicaso und der Thailänderin Kewalin Wannaruemon. Bei den Para-Asienspielen im darauf folgenden Jahr (2018) gewann sie sogar insgesamt fünf Medaillen: Jeweils Silber auf den Strecken 100 Meter, 200 Meter und 400 Meter sowie Gold in der 4-mal-100-Meter-Staffel sowie erstmals im Weitsprung. Die wiederholte sie bei den Weltmeisterschaften 2019 in Dubai, wo sie neben der Goldmedaille im Weitsprung T11 mit der 4-mal-100-Meter-Staffel Silber gewann.

## Belege
1. 1 2 3 4 5 6 7  Athletenportrait auf paralympic.org; abgerufen am 20. Januar 2020
2. 1 2  Tian Lingling: Guohua: Setting New World Record at London Paralympics. Women of China, 20. September 2012; abgerufen am 19. Januar 2020
3. ↑  Georgias Scarr: World Para Athletics Championships: Days 5-10 Runner’s World, 24. Juli 2017; abgerufen am 19. Januar 2020